# Örbyskolan

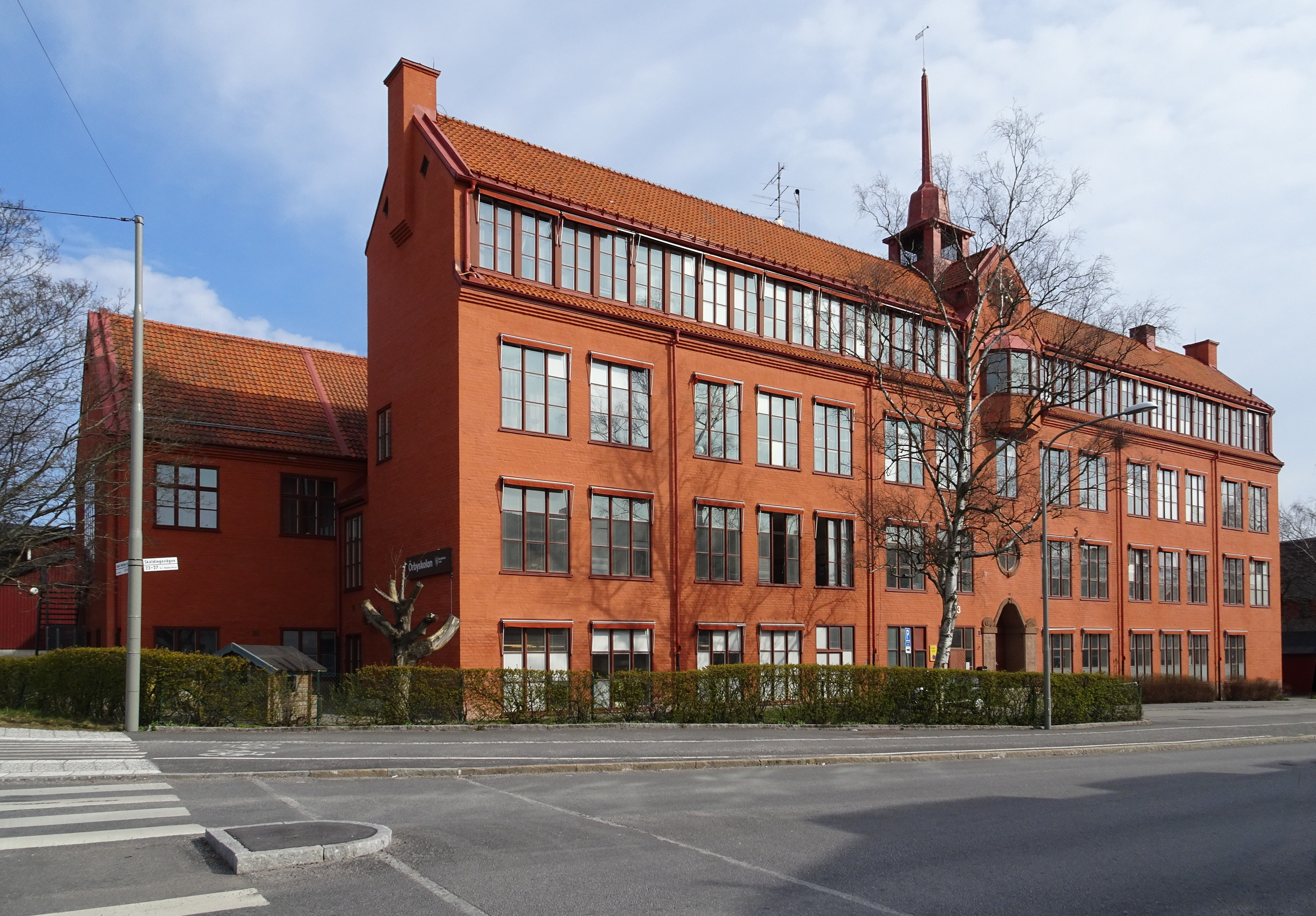
Örby nya skola "Stenskolan" byggår 1915, foto mars 2020.

Örbyskolan (äldre stavning Örby skola) är en kommunal grundskola belägen i kvarteret Domkraften vid Gamla Huddingevägen 425 i stadsdelen Örby i södra Stockholm. Skolans bebyggelse består av flera skolhus. Två av dem är byggda 1903 (Röda skolan) respektive 1915 (Stenskolan) och är blåmärkta av Stadsmuseet i Stockholm, vilket betyder att de representerar "synnerligen höga kulturhistoriska värden".

## Historik

### Gamla eller Röda skolan
Gamla skolan, på grund av sin fasadfärg även kallad Röda skolan, var Örbys första skolhus, byggt 1903 efter ritningar av okänd arkitekt. Det rör sig om ett panelat trähus i två våningar ursprungligen bestående av en nästan kvadratisk mittdel med två tvärställda flyglar mot öster och väster. Mot norr och söder fanns verandor med entréer. I mittdelen låg trappor och kapprum och i flyglarna två klassrum vardera, åtta lärosalar totalt, därav en pappslöjdsal. Efter 1875 var folkskolan i Sverige sjuklassig. Det fanns således ett klassrum för varje årskurs. Skolan fick till en början lysas upp med fotogenlampor och värmas med kaminer. Flyglarna har vid ett senare tillfälle byggdes ihop delvis och huset fick sitt nuvarande utseende. 1954 renoverades byggnaden. Interiört är idag bara trapporna och en del snickerier bevarade. I en del av byggnadens bottenvåning finns numera Örby bibliotek.

Historiska bilder
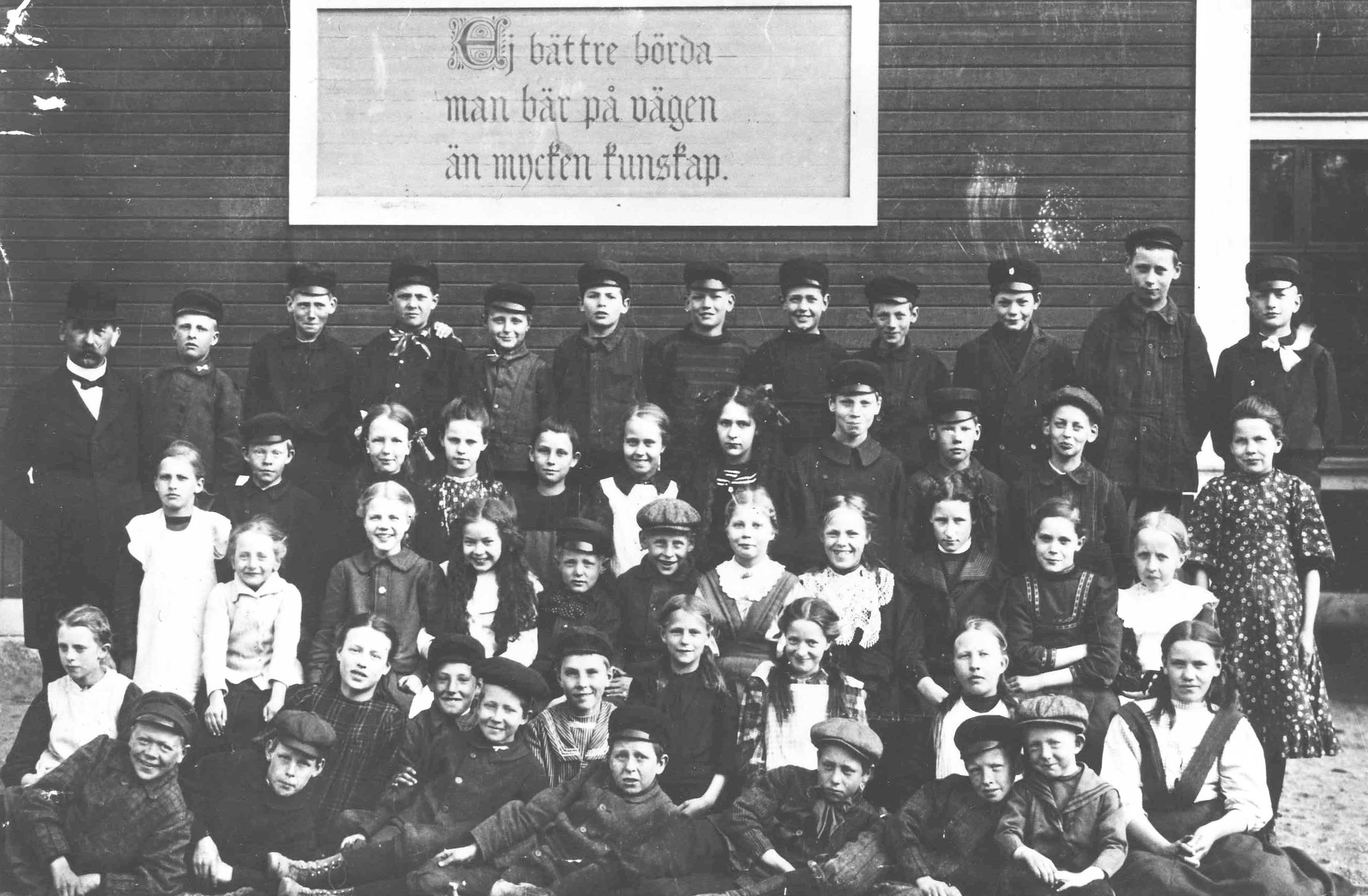
Skolklass framför Örby gamla skola omkring 1910.
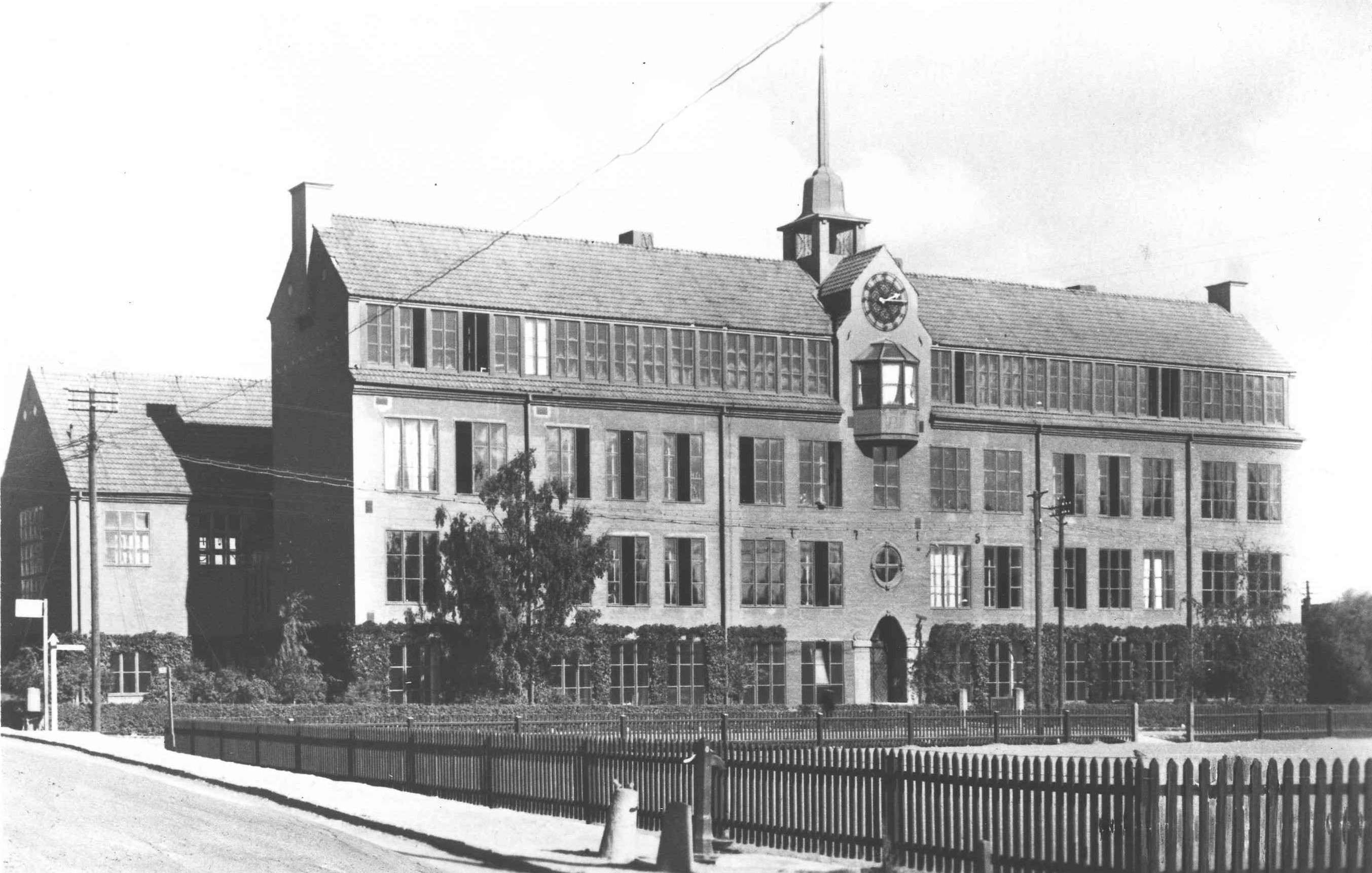
Nya skolan (Stenskolan) på 1920-talet.
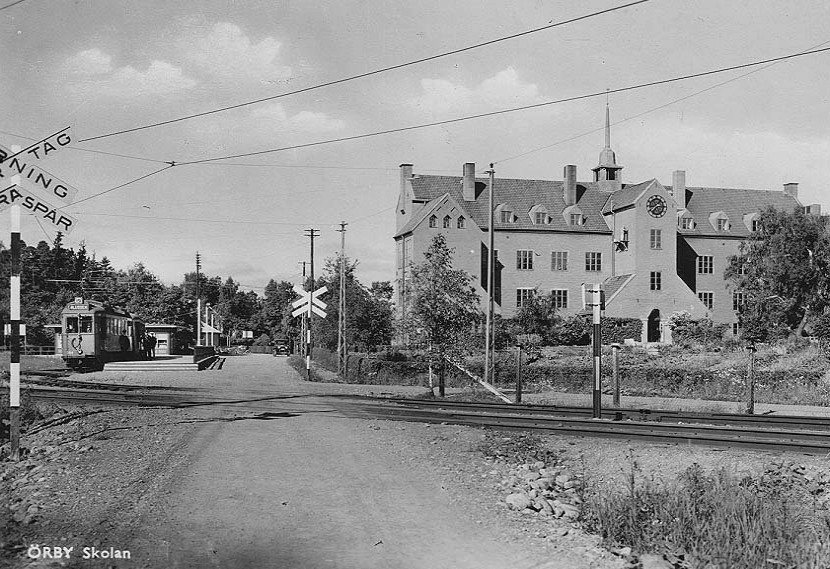
Nya skolan (Stenskolan) på 1940-talet.
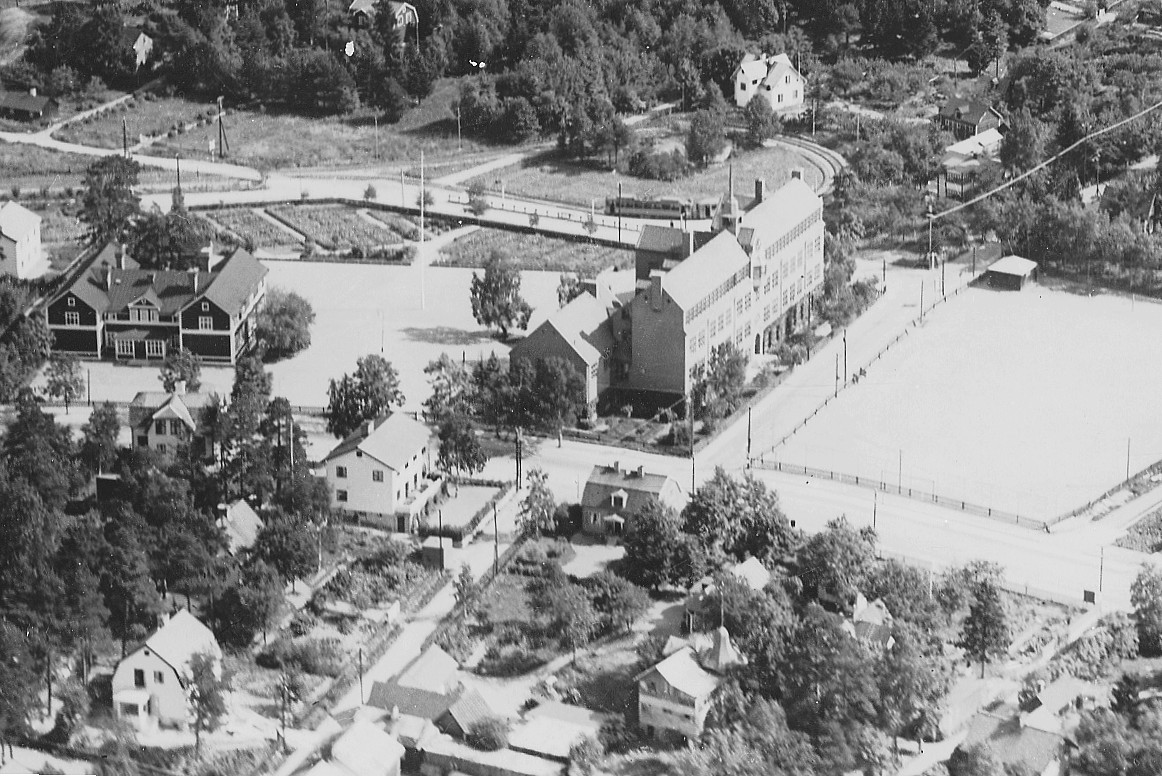
Röda skolan (t.v.) och Stenskolan 1936.
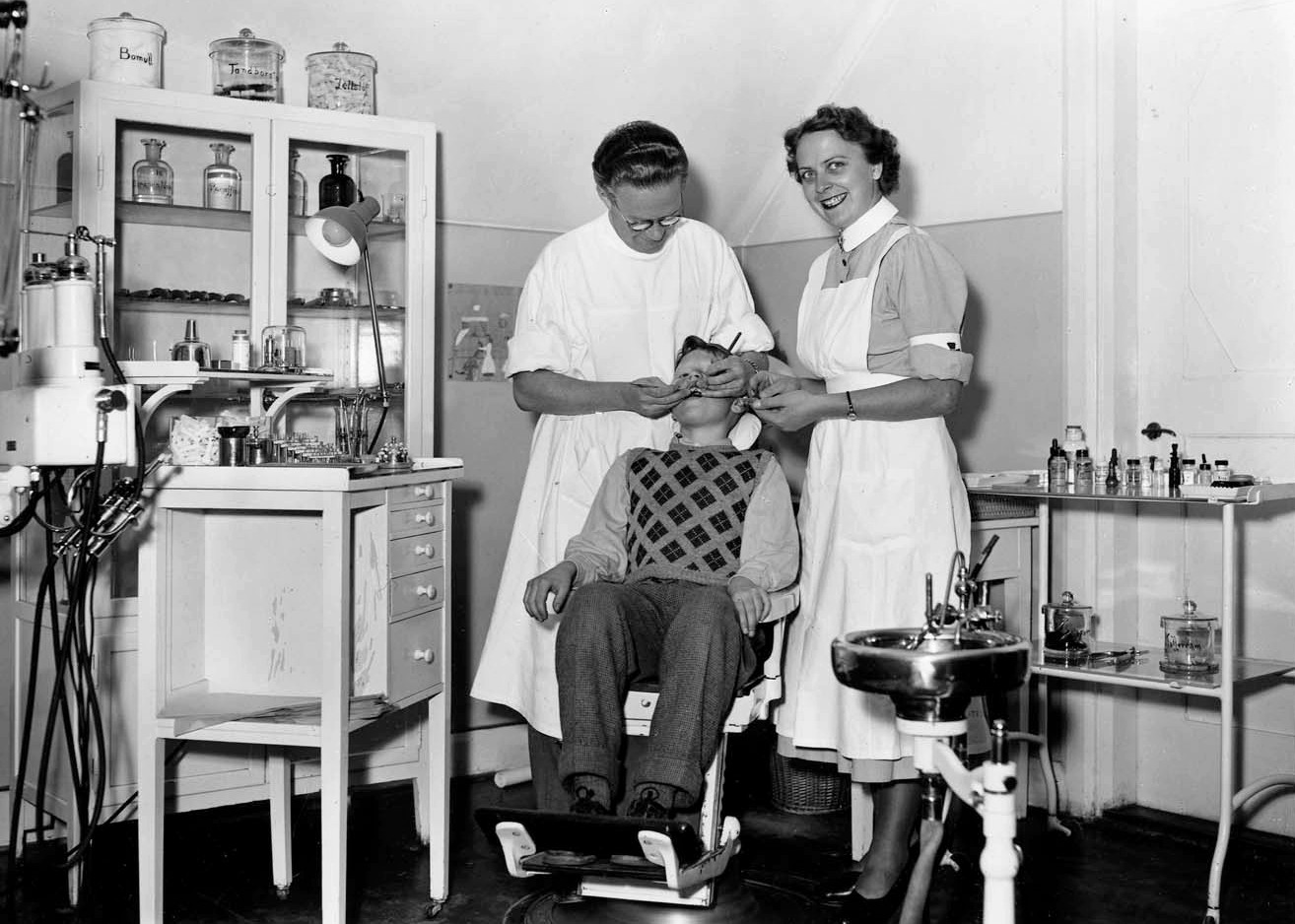
Skoltandläkaren i Örby skola hösten 1952.

### Nya eller Stenskolan
Mycket snart visade sig att skolhuset från 1903 blev för litet. 1913 hade Örby municipalsamhälle cirka 3 000 invånare och familjerna var barnrika. Skolarkitekten Georg A. Nilsson fick i uppdrag upprätta en sorts standardritningar för folkskolor som sedan uppfördes i Stockholms södra förorter, nämligen Långbrodalsskolan, Enskede skola och så Örbyskolan. Alla tre uppfördes ungefär samtidigt omkring år 1915 efter nästan identiska ritningar. Alla tre känns igen på det karakteristiska utanpåliggande trapphuset med klocka och sidoställda pulpettak. Skolorna byggdes i en kraftfull arkitektur av tegel som slammades och avfärgades i tegelröd respektive lejongul kulör. Formgivningen är nationalromantikens och anknyter till 1600-talets enkla stenhus med gavlar, branta takfall, portaler och ankarslutar.

Ritningar från 1915.
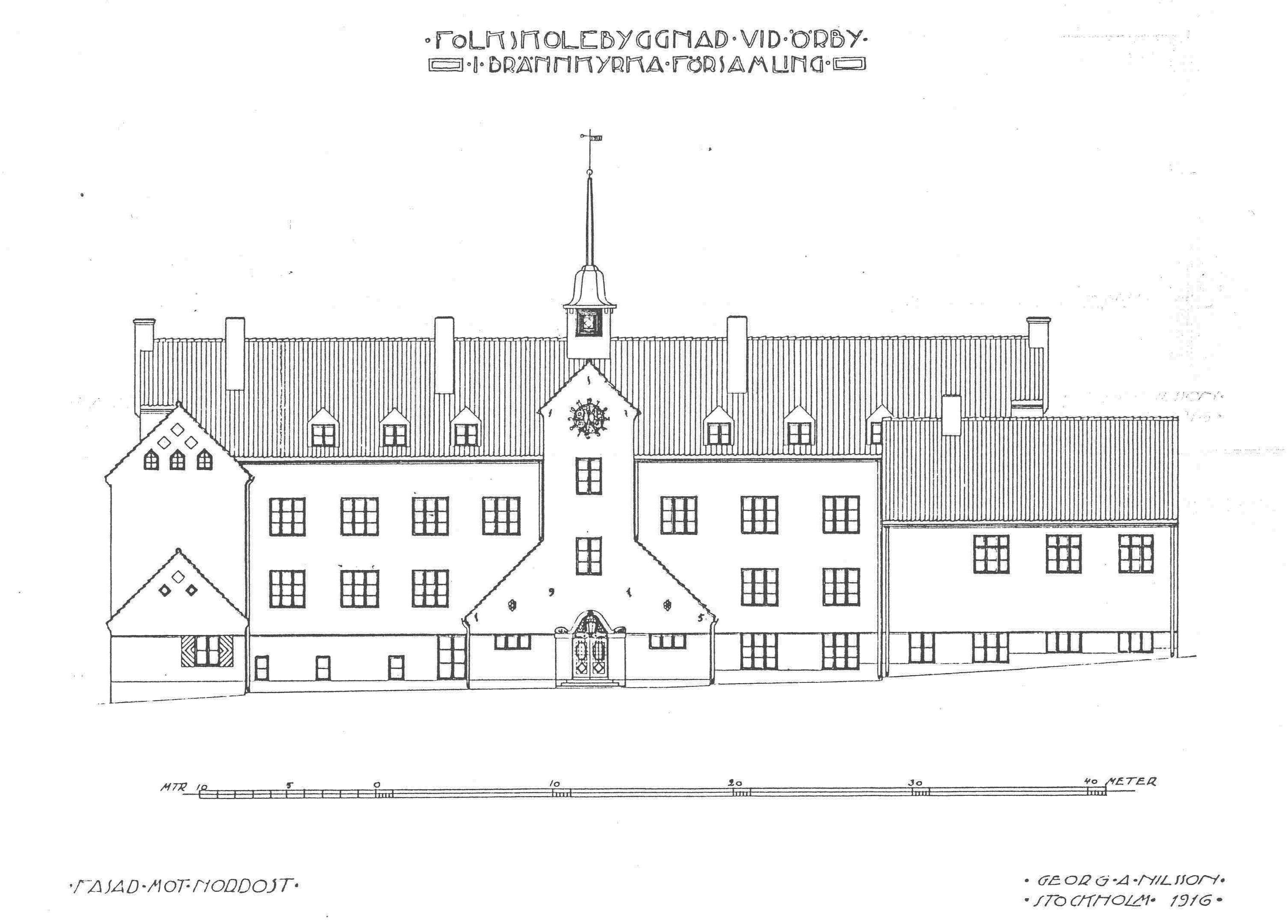
Fasad mot nordost.
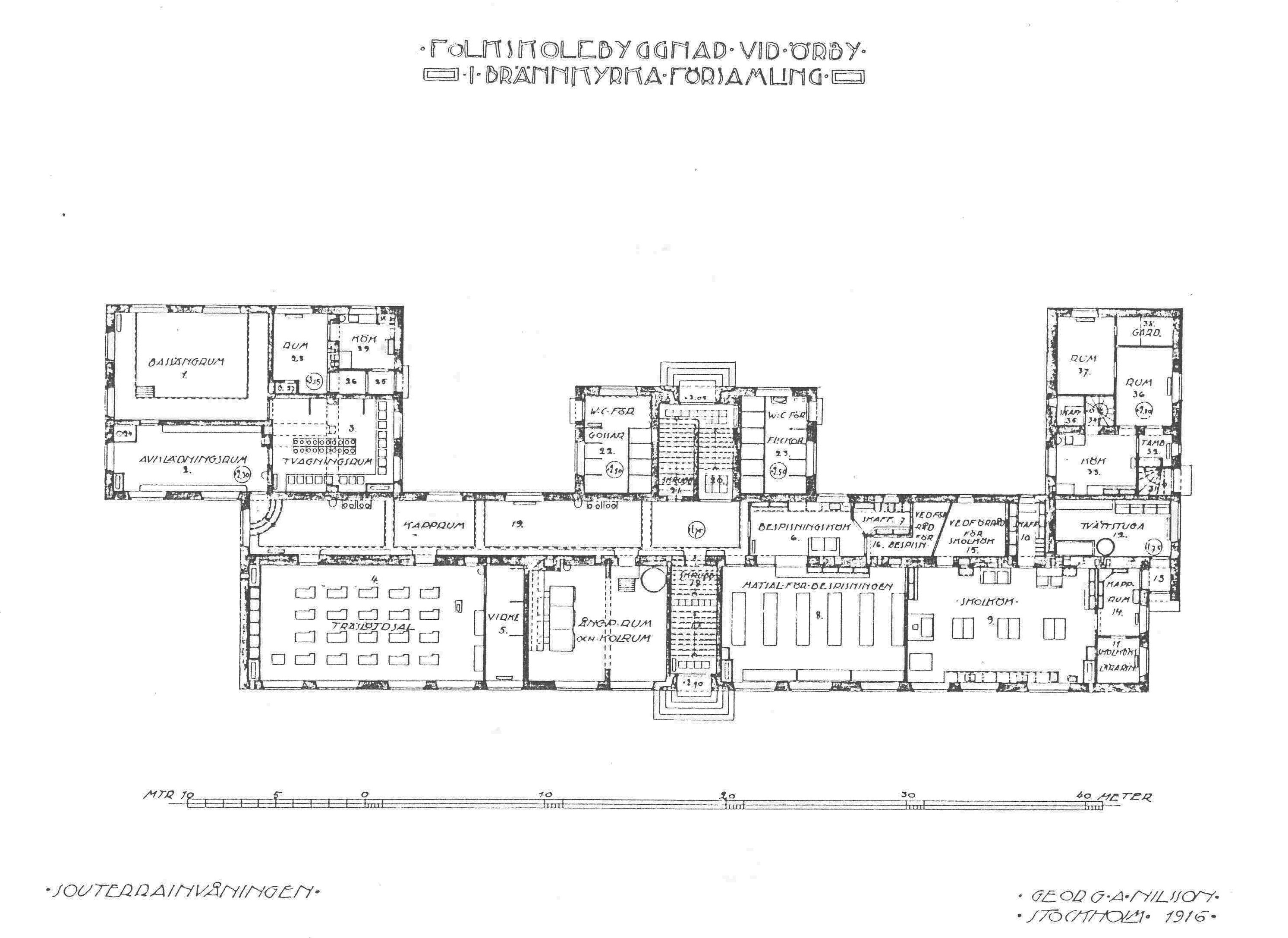
Souterräng.
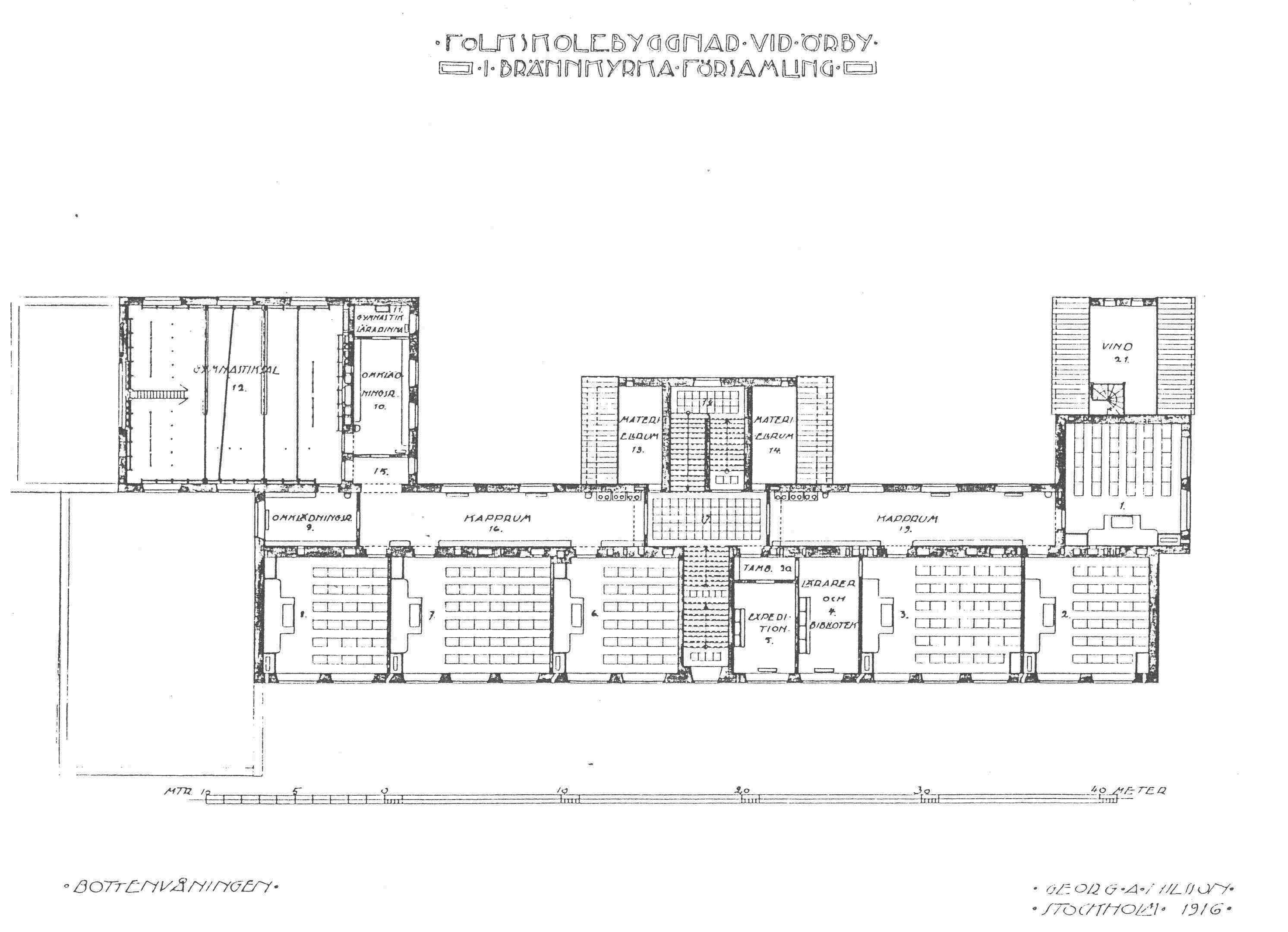
Bottenvåning.
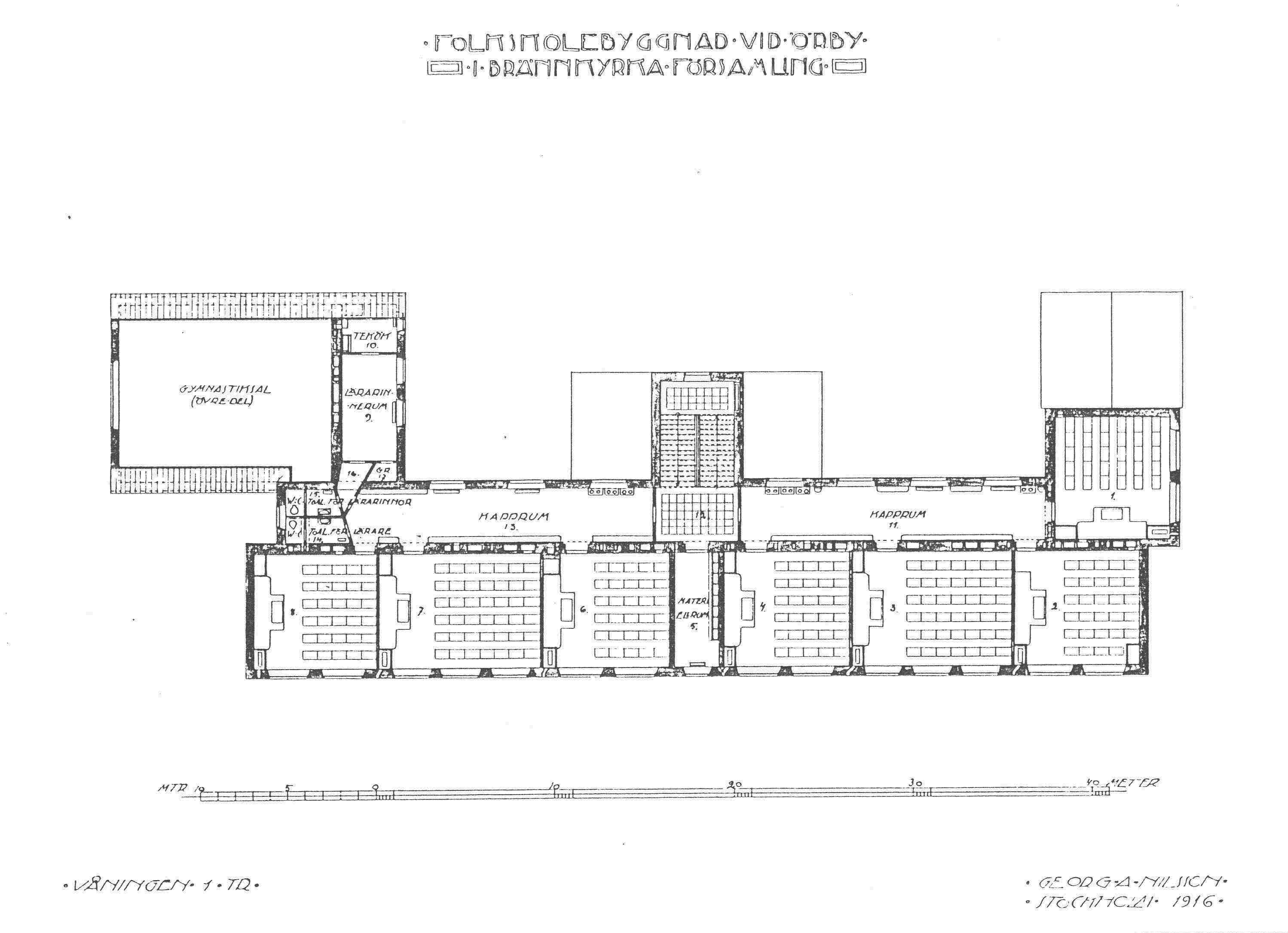
Våning 1 trappa.
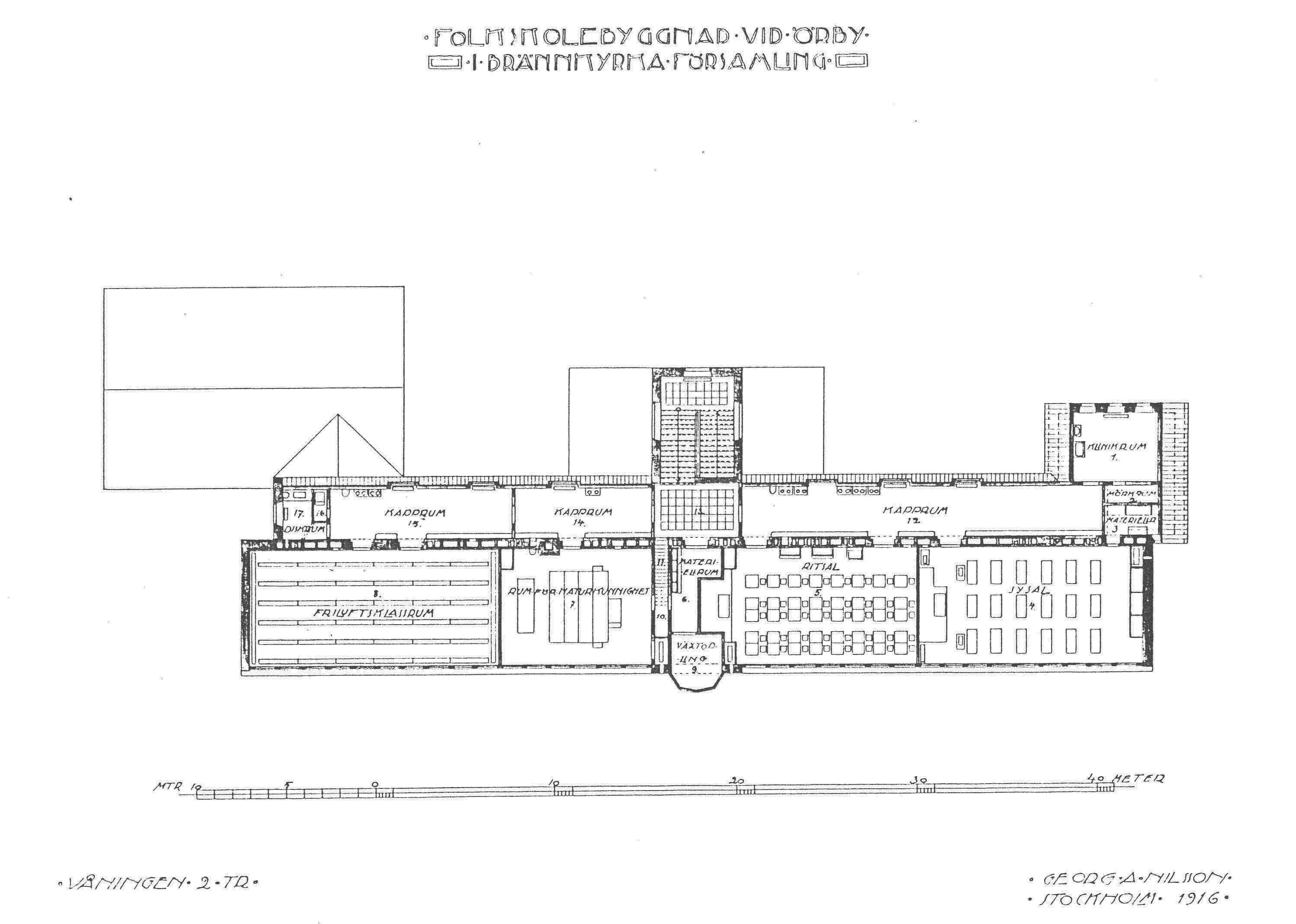
Våning 2 trappor.

Örbys ”nya” skola placerades på skolgårdens västra sida med ingång från Sköldingevägen. Huset består av en byggnadskropp på 50 x 11 meter och har 3½ våningar. I souterrängvåningen fanns bland annat bassängbad, träslöjdsal, kök, matsal och husets pannrum samt vaktmästarbostaden. På bottenvåningen låg ursprungligen sex klassrum och lärarrum samt gymnastiksalen som inrymdes i en flygelbyggnad. På våning 1 tappa låg sex klassrum och på våning 2 trappor inrättades specialrum som ritsal, sysal, musikrum, rum för naturkunnighet och ett friluftsklassrum där man undervisade lungsjuka elever. Totalt fanns plats för omkring 470 elever. Sedan 1915 har en del förändringar skett, bland annat har den ursprungliga planlösningen förändrats och de gamla lärosalarna har fått nya funktioner men bevarar fortfarande sin ursprungliga karaktär.

## Örbyskolan idag
År 1998 byggdes ett nytt fritidshem mellan Röda skolan och Stenskolan. År 2015 invigdes söder om Stenskolan en ny byggnad innehållande skolkök, matsal och klassrum. Undervisning bedrivs för cirka 730 elever från förskoleklass till och med årskurs 9.

Nutida bilder, Röda skolan och matsalsbyggnaden
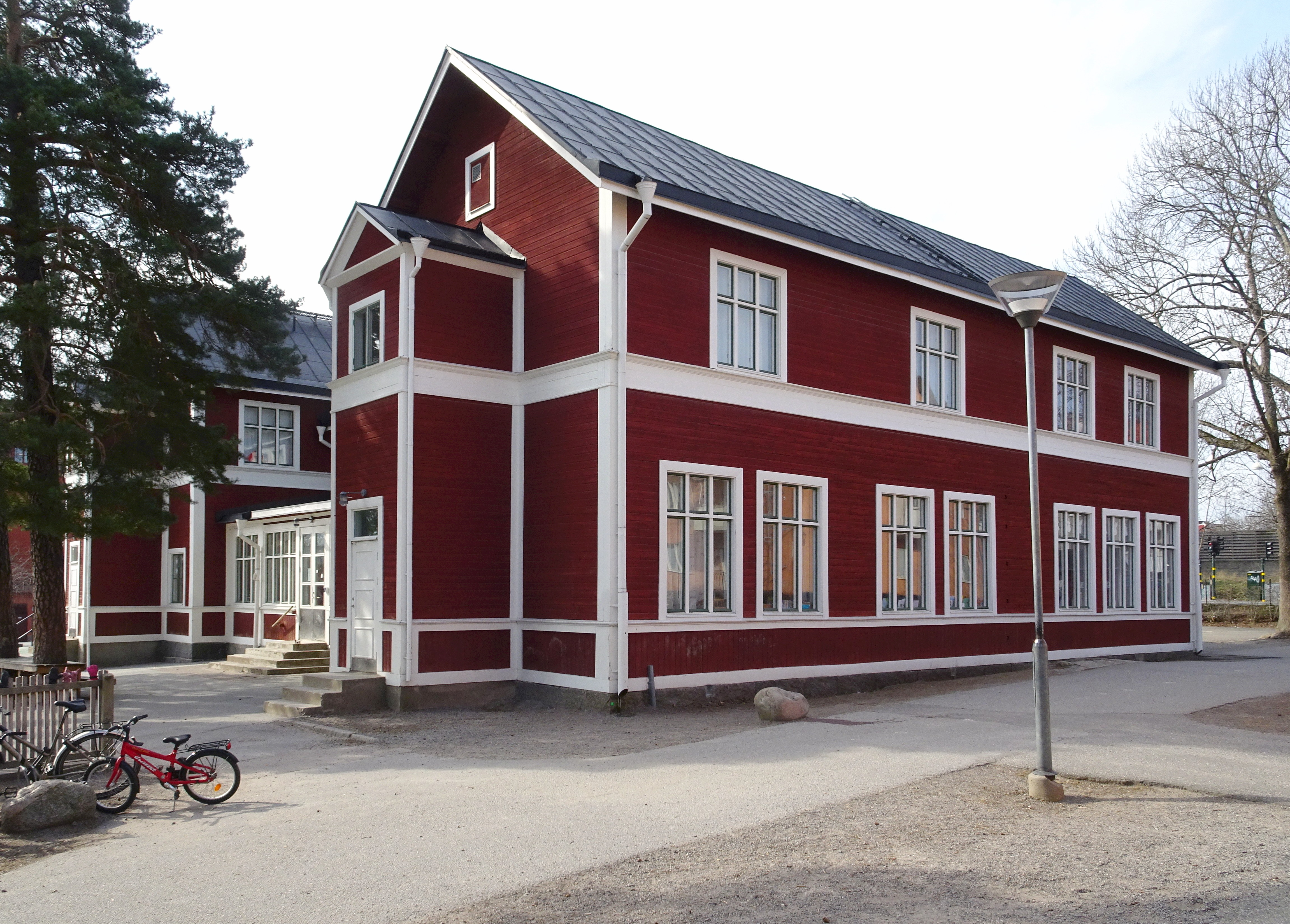
Röda skolan.
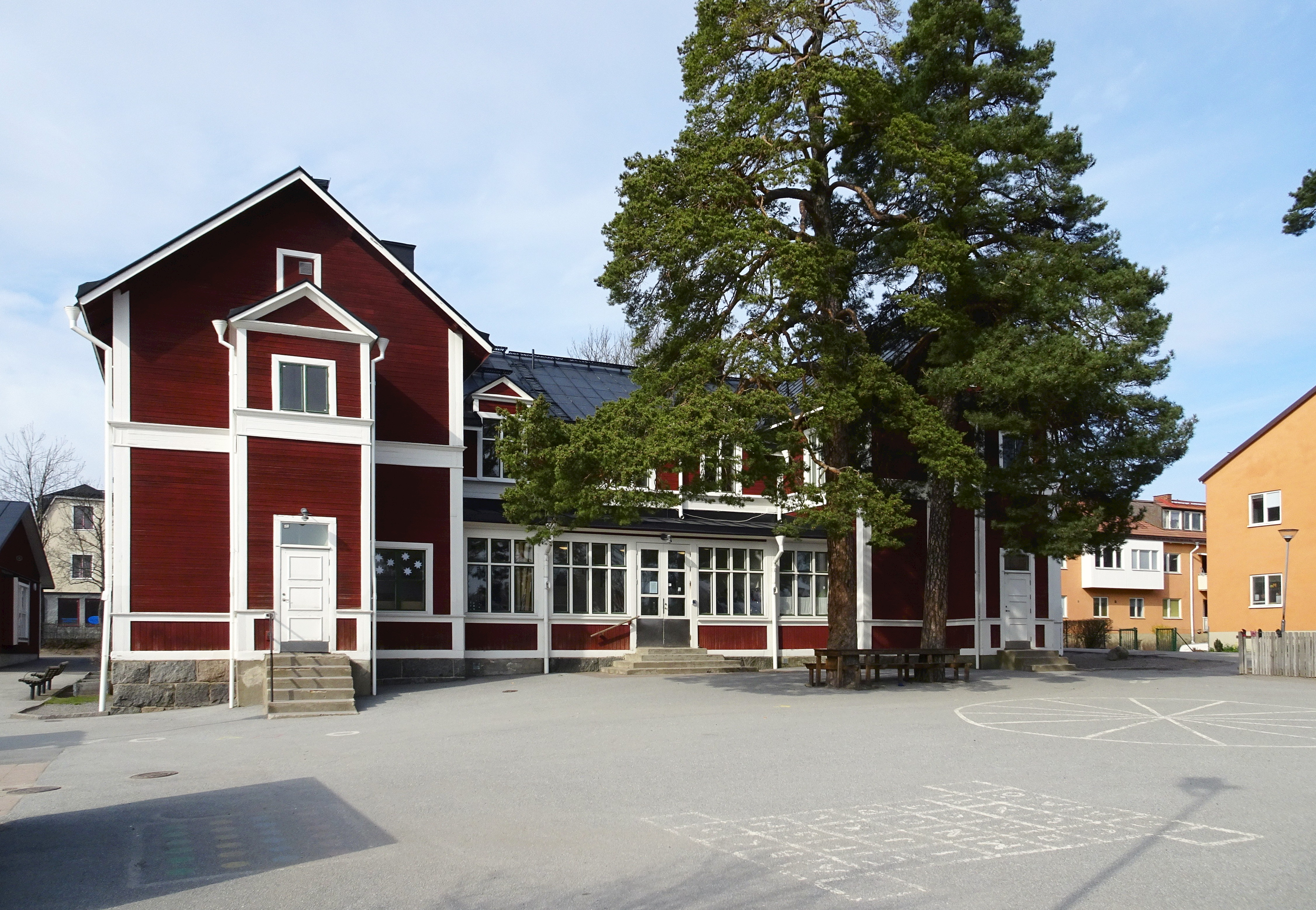
Röda skolan.
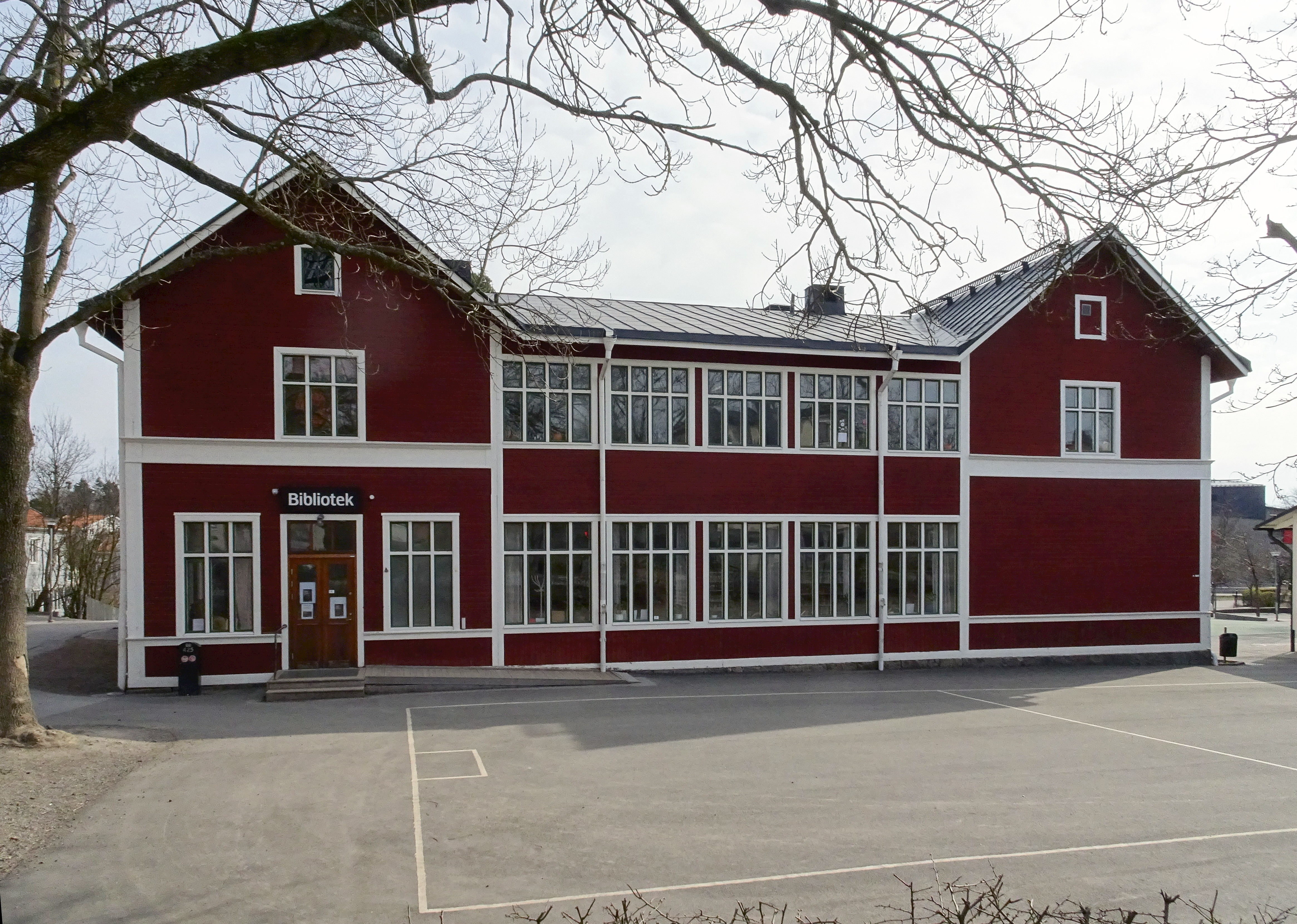
Röda skolan med Örby bibliotek.
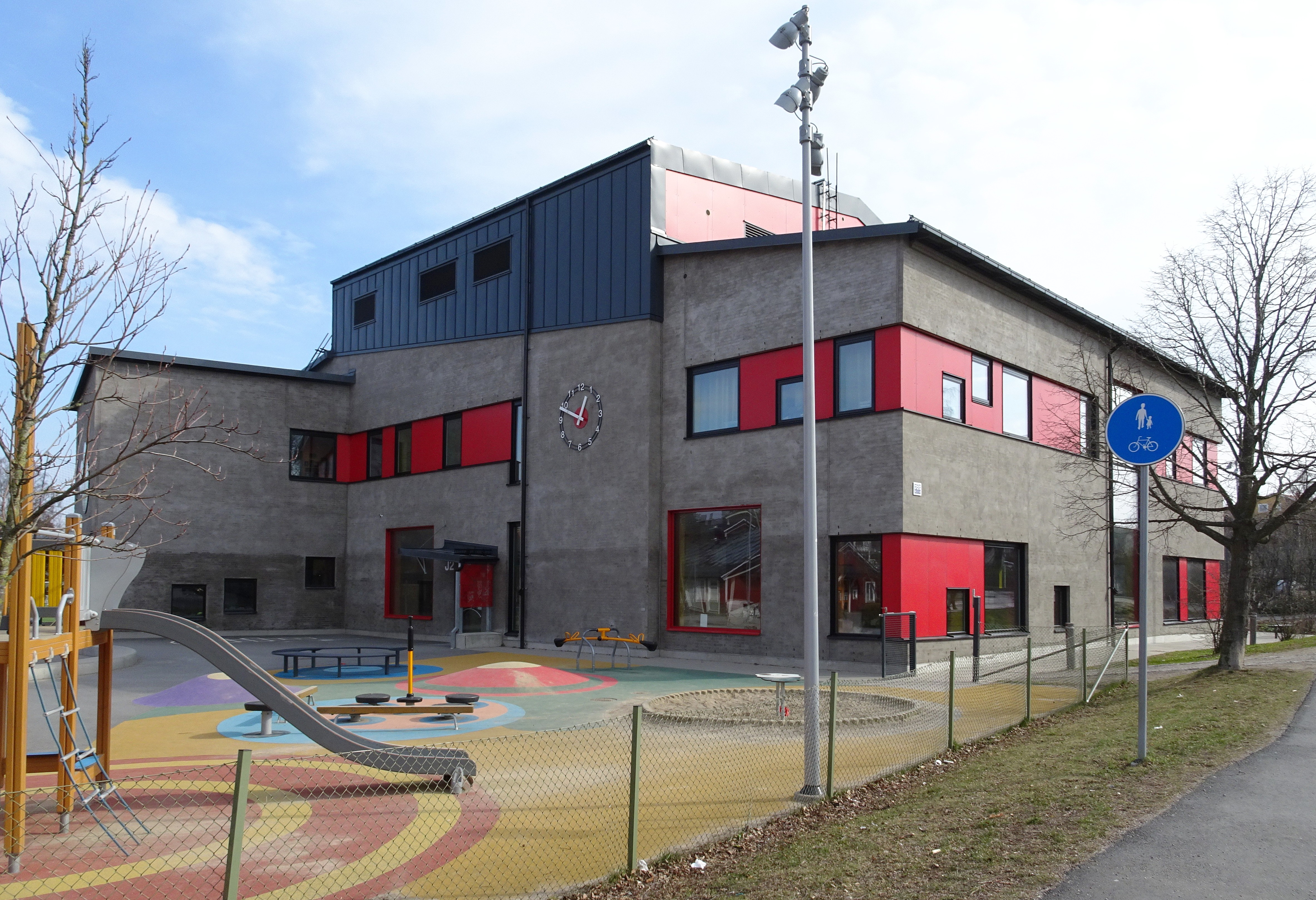
Matsalsbyggnaden.
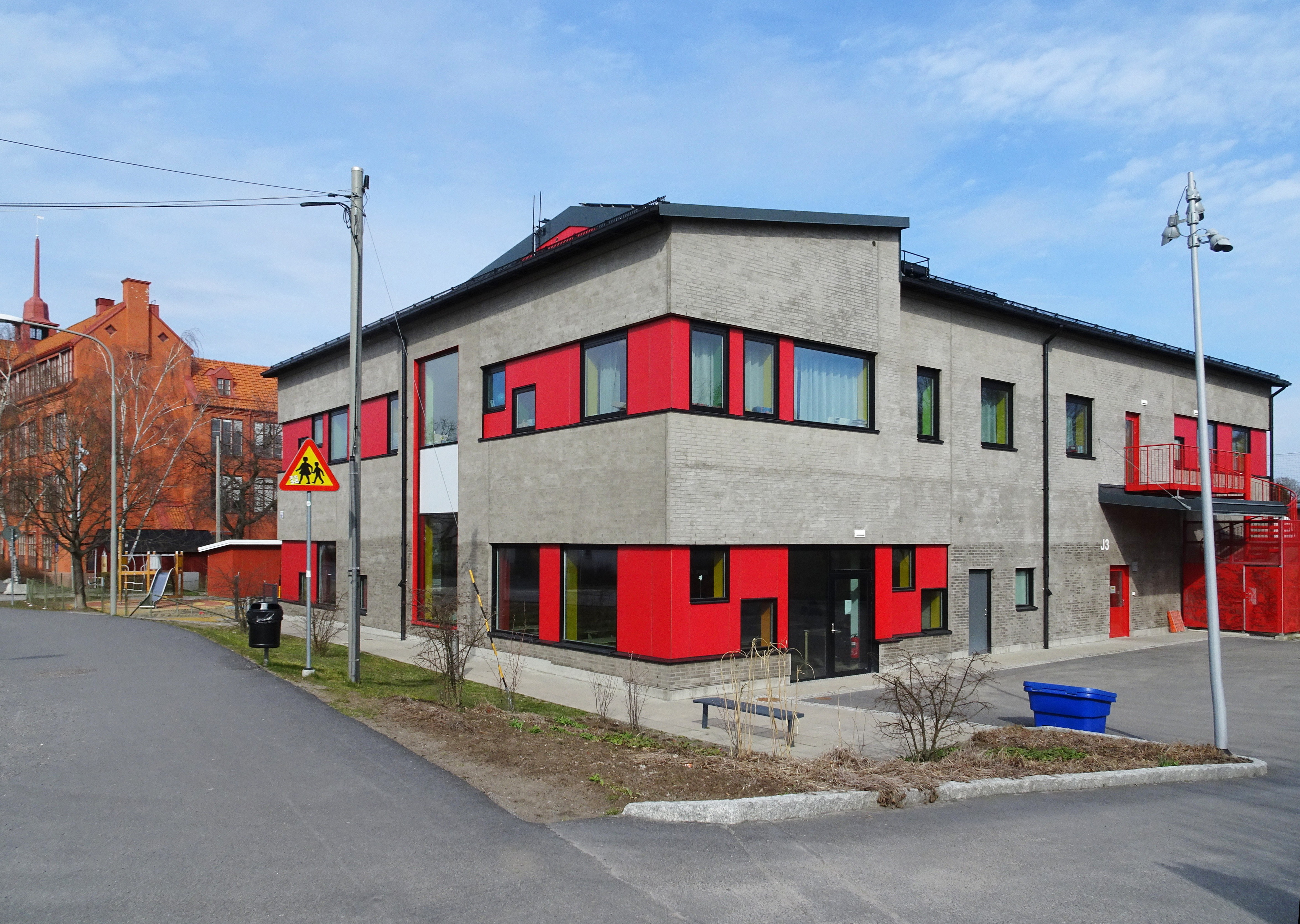
Matsalsbyggnaden.

Nutida bilder, Stenskolan
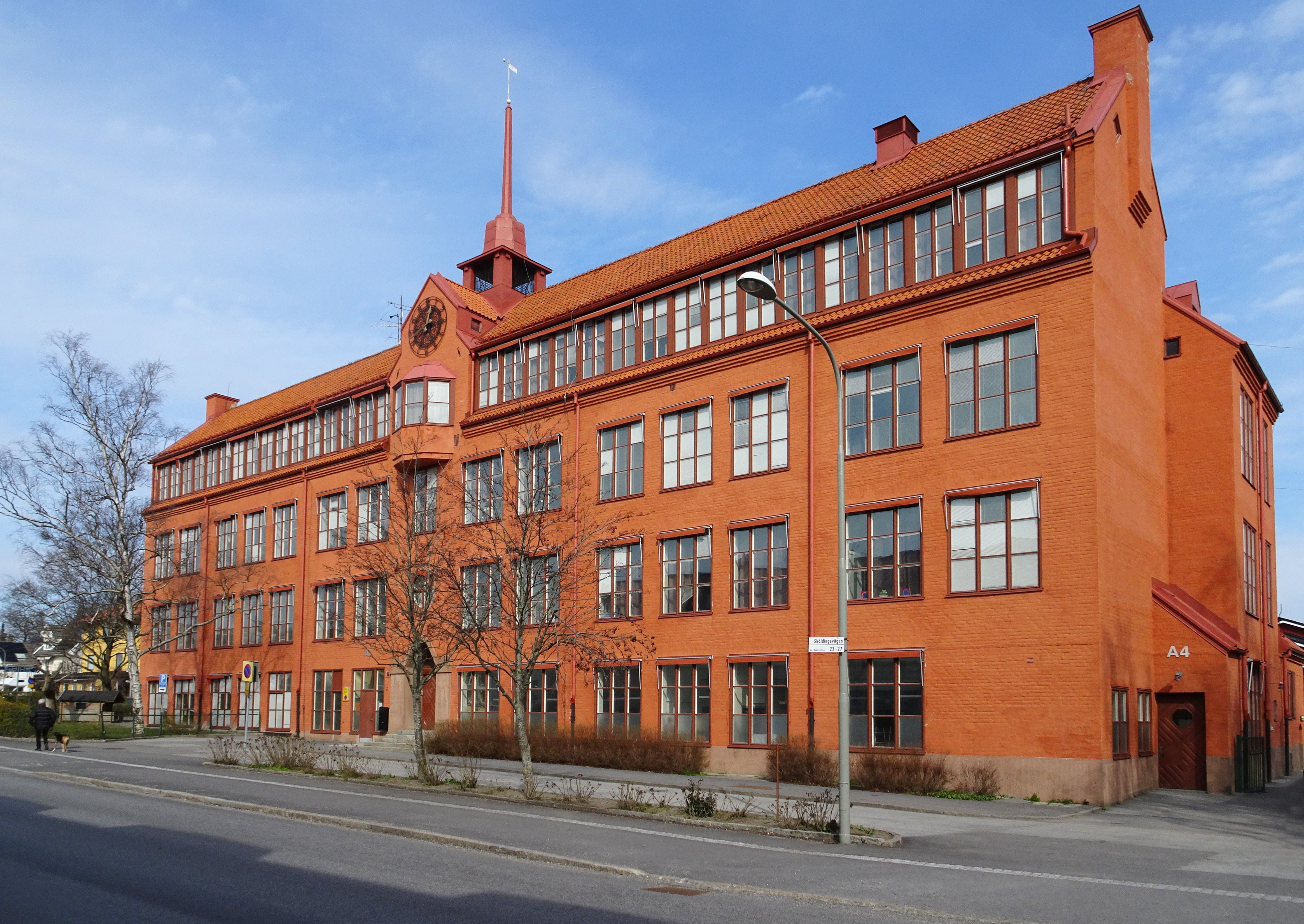
Fasad mot Sköldingevägen
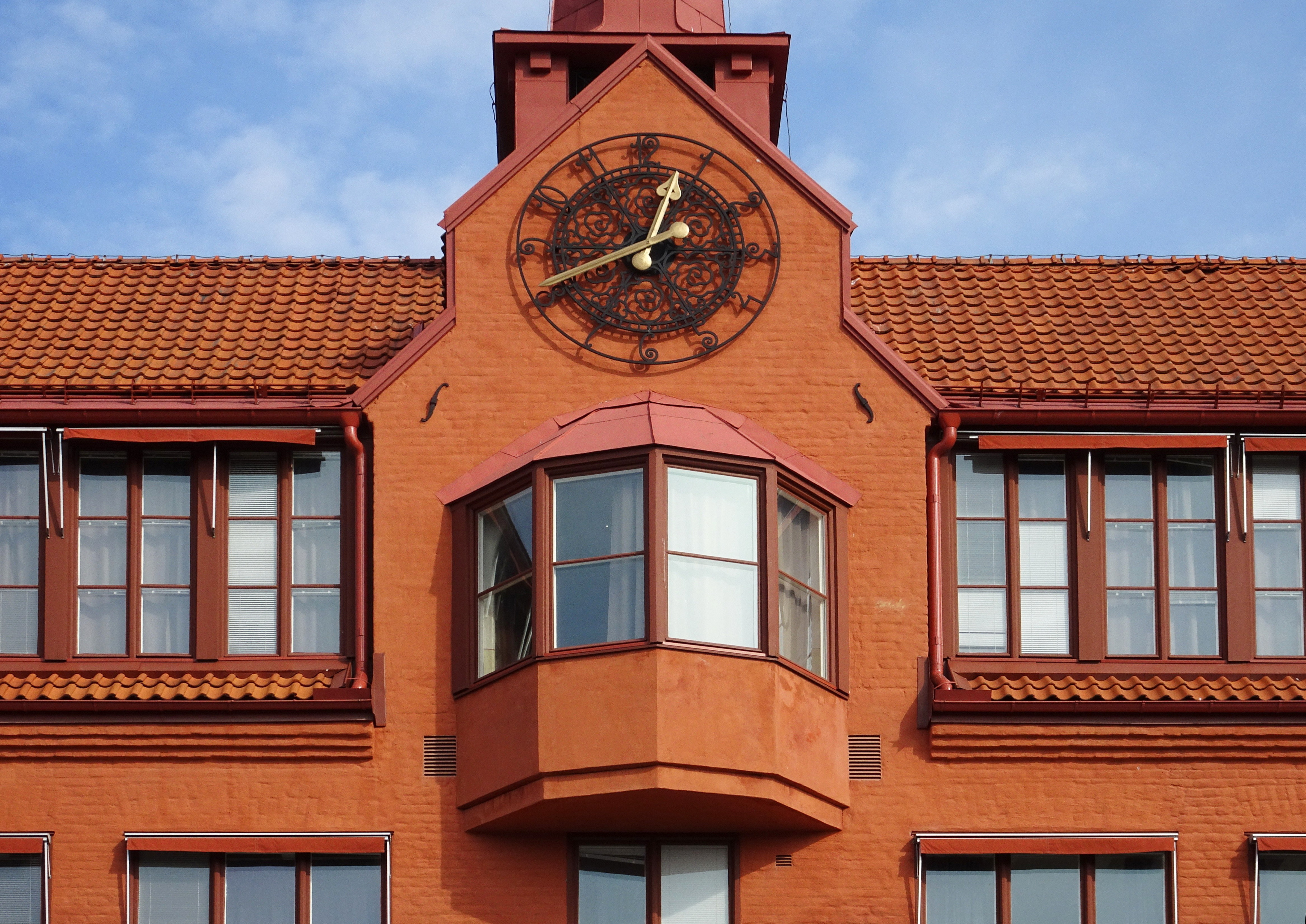
Klockan mot Sköldingevägen.
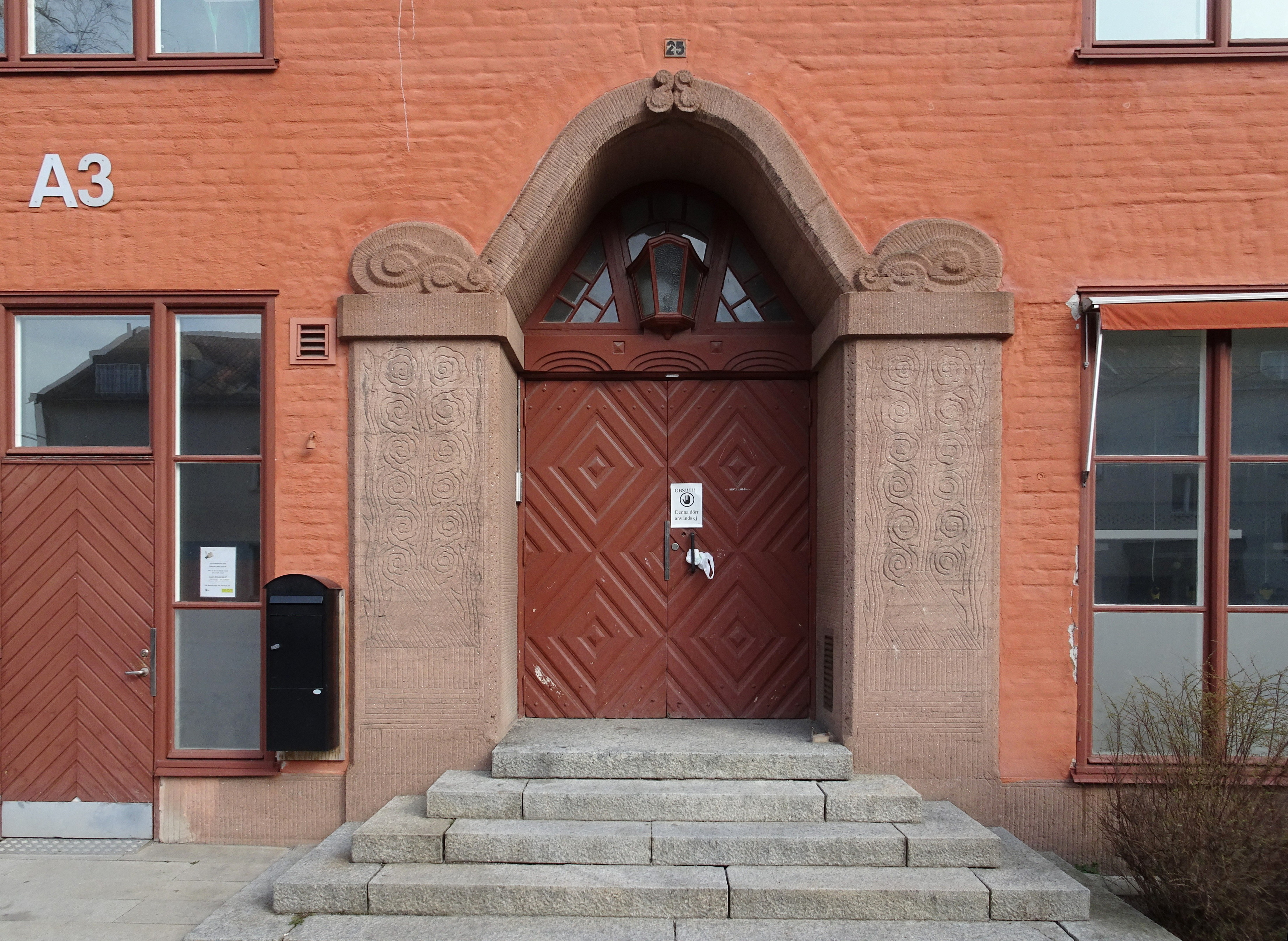
Entréportal mot Sköldingevägen.
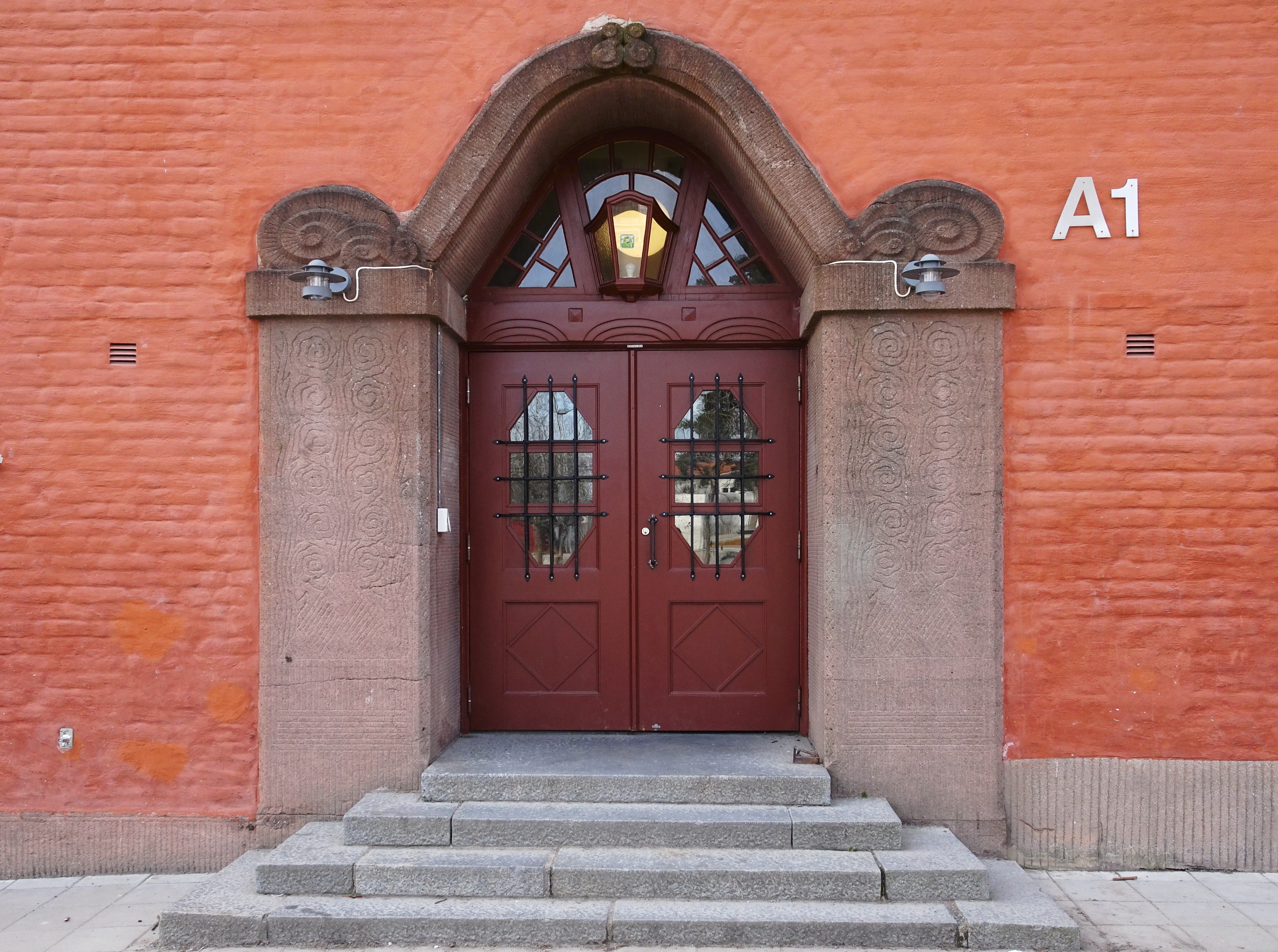
Entréportal mot skolgården.
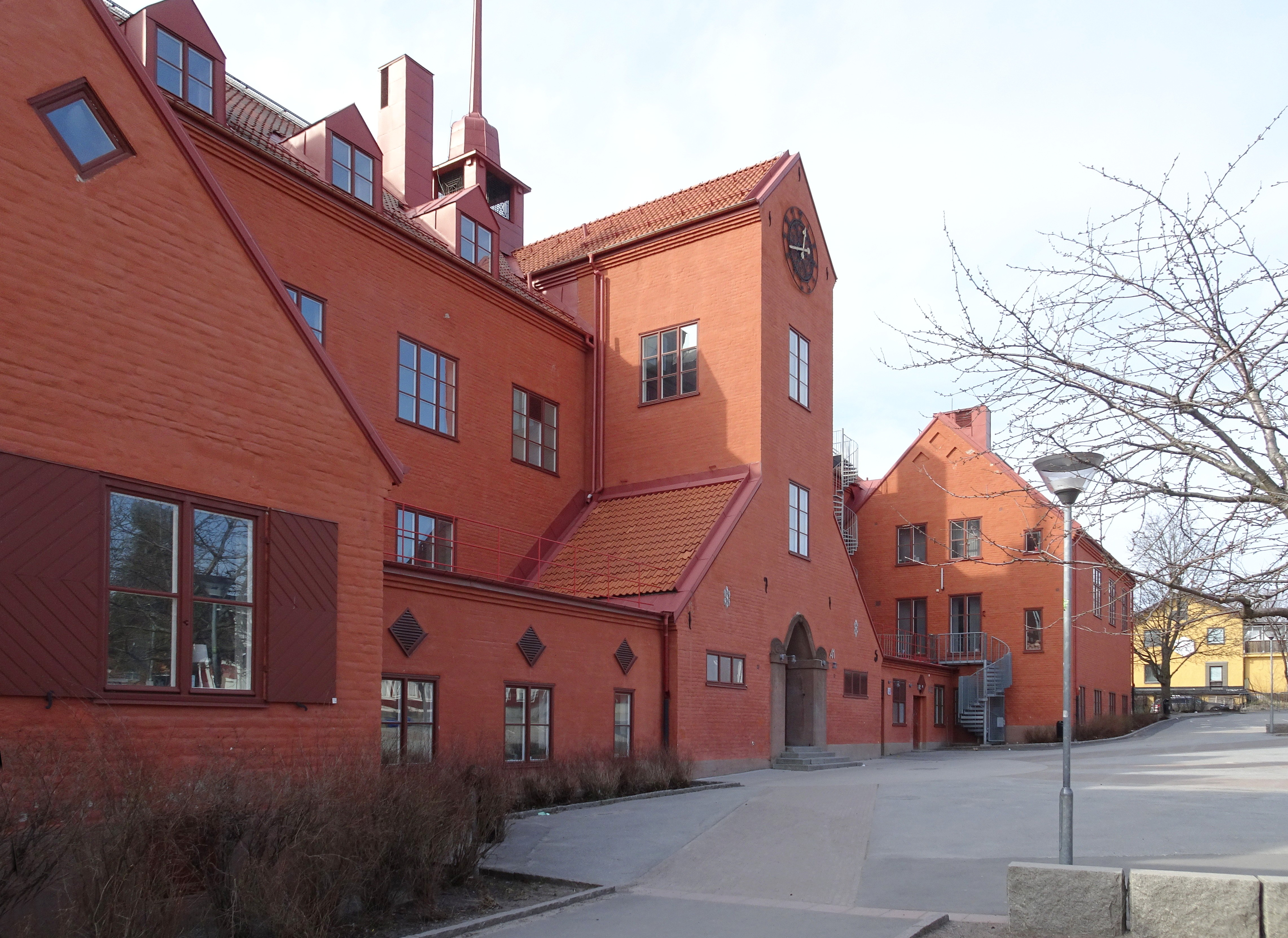
Fasad mot skolgården.